# La Tragédie du roi Christophe
La Tragédie du roi Christophe est une pièce de théâtre d'Aimé Césaire publiée en 1963 et créée le 4 août 1964 dans une mise en scène de Jean-Marie Serreau au festival de Salzbourg.
Elle est ensuite représentée l'année suivante à l'Odéon, grâce au soutien actif de l'association des Amis du roi Christophe, qui réunit plusieurs personnalités comme Pablo Picasso et Gaëtan Picon. La pièce a été également jouée à Berlin, où elle a connu un vif succès, puis à Bruxelles, à la Biennale de Venise, dans les Maisons de la Culture en France, au Festival mondial des arts nègres à Dakar, à l'Exposition internationale de Montréal, en Yougoslavie et au Piccolo Teatro di Milano.

## Présentation

### Enjeux du texte et contexte historique
La pièce décrit la lutte du peuple haïtien pour sa liberté, mais aussi le combat mené par un homme politique voulant restaurer la grandeur de son pays. L’histoire débute après la révolution haïtienne. Une fois l’indépendance conquise et le règne de Jean-Jacques Dessalines achevé, Henri Christophe est nommé président de la République par le Sénat.
Il refuse ce titre, fonde un royaume au Nord dont il sera le roi. Mais manquant de mesure, il pousse le peuple vers des conditions de travail extrêmes et cruelles qui le conduisent à la révolte et il se donne la mort. Cette pièce donne à voir la reconstruction et la quête de reconnaissance d’un pays stigmatisé par son passé colonial.

### Personnages
- Petion, président de la République
- Christophe, ancien esclave, ancien cuisinier, ancien général, ancien roi d’Haïti
- Hugonin, mélange de parasite, de bouffon et d’agent politique
- Vastey, baron, secrétaire de Christophe
- Le maître de cérémonie
- Magny, duc de Plaisance, général
- Corneille Brelle, duc de l’Anse, premier archevêque du Cap
- Le président du Conseil d'État
- Le Roi d'Armes
- Metellus, chef des révoltés
- Leader de l'opposition
- Députés
- Chanlatte, poète officiel
- Prezeau, confident et homme à tout faire de Christophe
- Madame Christophe, ancienne servante d’auberge, la reine
- Martial Bess, ingénieur
- Apprenti Radayeur
- Capitaine Radayeur
- Le Royal-Dahomet
- Isabelle
- Richard, comte de la Bande du Nord
- Franco de Medina, agent du roi de France Louis XVIII
- Trou Bonbon, comte
- Guerrier, duc de l’Avancé, général
- Juan de Dios Gonzales, curé puis archevêque du Cap après la mort de Corneille Brelle
- Steward, Anglais, médecin du roi
- Page africain
- Boyer, général des armées de Pétion

## Résumé détaillé de la pièce

### Prologue
Le prologue met en scène un combat de coqs, l’une des réjouissances populaires en Haïti. Les deux coqs en lice portent les noms de grandes figures politiques de l’histoire haïtienne : Alexandre Pétion (1770-1818), alors président élu de la république à Port-au-Prince, et Henri Christophe (1767-1820), roi auto-proclamé de la province du Nord.

### Présentateur
Le présentateur commente la scène en déclarant que les politiciens se querellent comme des coqs. Les surnoms des coqs ne sont pas anodins. C’est une référence à la lutte pour le pouvoir qui a agité le clan politique du roi Christophe et celui du mulâtre Pétion. Il résume ensuite le contexte historique qui a inspiré la tragédie du roi Christophe en présentant les grandes figures de la révolution haïtienne (Toussaint Louverture, Jean-Jacques Dessalines, Pétion et Christophe) et en donnant quelques précisions historiques.
Ceci nous amène à aborder les principaux points de la pièce théâtrale.

### Acte I
L'acte I décrit comment le général Christophe, libérateur de Haïti avec Pétion, Dessalines et Toussaint Louverture, a pu devenir le tyran qu'il avait combattu. Césaire déclare à propos de cet acte : « Tout ce premier acte est en style bouffon et parodique, où le sérieux et le tragique se font brusquement jour par déchirures d’éclairs. »
Scène 1 : Confrontation entre le roi Christophe et le Sénat, représenté par Pétion. Christophe reproche au sénat de lui confier un pouvoir illusoire, vidé de sa substance. Le sénat justifie les modifications faites à la constitution en invoquant les événements passés, notamment le règne tyrannique instauré par Dessalines après la révolution.
Scène 2 : Arrivée de Franco de Medina par bateau et entrée en scène d’Hugonin, qui va s’adonner à quelques bouffonneries. Vastey lance un débat sur la situation d’Haïti depuis que Christophe est au pouvoir. Vastey déclare nécessaire de faire reposer le pouvoir du pays sur un seul homme, pour prouver la grandeur et l’unité de Haïti. Christophe fait alors son entrée en scène, acclamé par la foule. Il va faire un discours sur la conscience haïtienne, les problèmes du pays, le passé colonial et l’avenir du royaume.
Scène 3 : Cérémonie qui présente les courtisans et autres nobles attachés à la cour du roi Christophe. Vastey et Magny vont débattre à propos de la légitimité de la cour et des titres qui leur ont été décernés. L’arrivée de Christophe met fin à la discussion, et le roi se met alors à haranguer sa cour.
Scène 4 : l’archevêque Corneille Brelle et le président du Conseil d’État intronisent Henri Christophe, en présence du roi d’armes.
Scène 5 : Apparition de Metellus, présenté comme le chef des révoltés contre Christophe. S’ensuit une longue tirade de récrimination contre les deux tyrans de l’île, Pétion et Christophe. Il est mis à mort à la fin de sa tirade. Christophe décrit ensuite une partie du champ de bataille sur lequel il se trouve.
Scène 6 : Au milieu de la guerre civile haïtienne, Port-au-Prince est assiégée. Magny et Christophe débattent de la nécessité d’une union et de l’abandon de la guerre. Christophe souhaite donc renoncer au siège de la ville et à la victoire au profit d’une réunification. Au même instant, le sénat refuse l’alliance avec le tyran Christophe. L’armée du roi commence alors sa marche vers le nord, au Cap.
Scène 7 : Repas anniversaire du couronnement. Scène festive où le roi est en compagnie de ses courtisans et de ses proches. La femme de Christophe le met en garde au cours de ce repas contre sa démesure et contre le travail qu’il impose aux hommes de son royaume ; elle lui recommande la prudence. La fin du premier acte s’achève sur une vision du monument que le roi projette de construire : une Citadelle solide.

### Acte II
Il montre la lente déchéance du roi, qui exigera chaque fois de nouveaux sacrifices plus durs pour son peuple.
Scène 1 : Débat entre deux paysans à propos des mesures politiques instaurées par Christophe. La discussion est interrompue par l’arrivée des Royal-Dahomets, qui vont lire un nouveau règlement du roi, dans lequel il instaure une pratique militaire du travail agricole.
Scène 2 : Nouvelle discussion sur les derniers ragots à propos du roi, dans un salon bourgeois. La scène donne à voir une anecdote à propos de l’intransigeance du roi. Ayant aperçu un paysan en train de dormir au lieu de travailler, il l’aurait littéralement canonné et envoyé au ciel. Vastey prend la défense du roi au cours de la discussion.
Scène 3 : Le roi Christophe impose de nouvelles mesures. Il décide de faire travailler les femmes et les enfants, selon leurs forces respectives, pour faire avancer les travaux qu’il a commencé plus tôt et Il souhaite empêcher Corneille Brelle de quitter l’île, afin que l’archevêque puisse l’aider dans sa tâche. Il punit aussi l’un de ses courtisans en l’expatriant à l’autre bout du royaume.
Scène 4 : Entrée de plusieurs paysans volages et célibataires. Le roi Christophe leur donne à chacun une femme et les marie afin de satisfaire sa conception de la Morale publique.
Scène 5 : Confrontation entre Franco de Medina et le roi Christophe à l’issue de laquelle l’agent du roi sera mis à mort par Christophe.
Scène 6 : Longues récriminations du peuple et du Conseil d’État. Christophe renvoie le Conseil d’État avec des pelles et des pioches, pour qu’ils participent au labeur collectif. Puis, il congédie les autres représentants du peuple.
Scène 7 : Il ordonne à Prézeau d’éliminer l’archevêque Brelle en le faisant emmurer dans l’archevêché.
Scène 8 : Elle montre le contremaître et les ouvriers engagés dans des travaux pharaoniques pour construire la Citadelle. Les ouvriers se plaignent des conditions difficiles de travail, sous la pluie et le tonnerre. Christophe les exhorte au travail, pendant que la foudre s’abat à plusieurs reprises, sur la poudrière notamment, détruisant le bâtiment du Trésor par la même occasion, et ensevelissant une garnison.

### Intermède
Scène qui montre des paysans au travail, discutant des problèmes du pays et de ceux que le roi doit affronter.

### Acte III
Il annonce et met en scène la mort de Christophe. Celui-ci se voit trahi par la majorité de ses sujets.
Scène 1 : Discussion au Palais-Royal, dans la salle de réception et de fête, pendant laquelle est abordé le nouveau projet du roi. Christophe souhaite en effet construire un gigantesque château alors que la Citadelle est à peine achevée. Trou Bonbon critique la nouvelle lubie du roi. L’arrivée du roi met fin aux discussions entamées. Juan de Dios Gonzales, le nouvel archevêque, demande au roi d’assister à la fête de l’Assomption, au Cap.
Scène 2 : La fête de l’Assomption a finalement lieu à l’église de Limonade, selon la volonté du roi. Au cours de la cérémonie, le roi a un accès de folie. Le spectre de Corneille apparaît sur scène, et le roi qui l’aperçoit alors, s’effondre sur le sol, pris d’un mal mystérieux.
Scène 3 : Christophe est dans sa chambre, en compagnie du médecin et de sa suite. Le mal mystérieux qui l’a atteint ne l’a pas tué mais il semble avoir perdu l’usage de son corps.
Scène 4 : Du temps a passé, le roi est toujours paralysé. Il est devenu vieux et infirme et Il semble avoir perdu de son autorité passée. Richard, le comte de la Bande du Nord, en vient à discuter ses ordres.
Scène 5 : La révolte souffle ; le général Boyer vient en aide à la ville de Saint-Marc, contre la volonté du roi. Les généraux Guerrier et Romain passent dans le camp des insurgés. Le roi apprend aussi qu’un soulèvement a eu lieu au Cap et que la foule s’est emparée de l’arsenal.
Scène 6 : Le roi malade est en compagnie d’Hugonin qui lui fredonne des chansons. Christophe explique les desseins qu’il avait pour son peuple, son idéal politique. À chaque fois, Hugonin donne à voir le bilan de ses actes sous un angle tristement comique. Il essaie de faire entendre raison au roi. On entend alors au loin le son d’un mandoukouman, tambour employé pour annoncer la fin du règne d’un roi.
Scène 7 : Le roi perd progressivement la tête. Il discourt sans obtenir de réponse jusqu’à avoir une hallucination. Il prend ensuite la décision de se suicider.
Scène 8 : Longue tirade d’Hugonin pendant laquelle une détonation se produit. Hugonin annonce alors la mort du roi.
Scène 9 : Cérémonie d'adieux au roi. Il est enterré debout et son corps est tourné vers le sud. Mme Christophe vient se recueillir près de la tombe et se lamente sur le tragique destin de son mari.

## Programmes d'enseignement
La Tragédie du roi Christophe d'Aimé Césaire est présente au programme des CAPES de lettres — lettres classiques, lettres modernes — pour les sessions 2026 et 2027.